# Милдред Вајли
Милдред Вајли (енгл. Mildred Wiley; Тонтон 3. децембар 1901. — Борн Масачусетс 7. фебруар 2000) била је америчка атлетичарка која се углавном такмичила у скоку увис.
После победе на квалификацијама 1928, 27-годишња Милдред Вајли из Бостонске пливачке асоцијације отпутовала је на Летње олимпијске игре 1928. у Амстердам где се такмичила у скоку увис и освојила бронзану медаљу резултатом 1,56 иза другопласиране Холанђанка Лин Гисолф која је имала прескочену исту висину.
Милдред Вајли, била је првакиња САД у дворани 1927. и 1928. године.
Када се удала и постала Милдред Ди, завршила је са спортском каријером. Имали су петоро деце, од којих је један, Боби Ди, 8 година професионално играо фудбал за Бостон Патриоте.
Умрла је у 98. години.

## Лични рекорд
- скок увис — 1,57 1928. године